# Оррі Оскарссон
Оррі Оскарссон (ісл. Orri Óskarsson, нар. 29 серпня 2004, Селтьярнарнес, Ісландія) — ісландський футболіст, нападник іспанського клубу «Реал Сосьєдад» та збірної Ісландії.

## Ігрова кар'єра

### Клубна
Оррі Оскарссон народився у містечку Селтьярнарнес, що в столичному регіоні. Займатися футболом почав у місцевому клубі «Гротта». Першу гру в основі Оррі провів у травні 2019 року.
У січні 2022 року Оррі перейшов до данського клубу «Копенгаген». Першу офіційну гру в новій команді футболіст провів у травні 2022 року Разом з командою став переможцем чемпіонату Данії.. Однак у новій команді Оррі не мав достатньо ігрового часу, тому в січні 2023 року його віддали в оренду до клубу другого дивізіону «Сеннер'юск». Там Оскарссон провів 12 ігор і 4 голи. Після повернення до «Копенгагена» Оскарссон відзначився 2 серпня 2023 року в матчі кваліфікації Ліги чемпіонів проти ісландського «Брєйдабліка» (6:3), де віддав результативну передачу та оформив хет-трик.
30 серпня 2024 року перейшов у іспанський «Реал Сосьєдад», підписавши контракт на шість років.

### Збірна
З 2017 року Оррі Оскарссон виступав за юнацькі та молодіжну збірні Ісландії, де показує високу результативність. Він став найкращим бомбардиром кваліфікації до чемпіонату Європи серед молоді до 19 років 2023, зробивши свій внесок у першу історичну кваліфікацію Ісландії до фінальної стадії турніру, в якому Оррі не зміг допомогти команді, оскільки він не отримав дозволу з «Копенгагена» на участь.
8 вересня 2023 року дебютував у складі національної збірної Ісландії у матчі проти збірної Люксембургу (1:3), вийшовши на заміну на початку другого тайму.

## Статистика виступів

### Статистика виступів за збірну
Станом на 14 жовтня 2024 року
| Дата       | Місто      | Господарі  | Результат | Гості                | Турнір                               | Голи | Примітки |
| ---------- | ---------- | ---------- | --------- | -------------------- | ------------------------------------ | ---- | -------- |
| 8-9-2023   | Люксембург | Люксембург | 3 – 1     | Ісландія             | Відбір до ЧЄ 2024                    | -    | 46'      |
| 11-9-2023  | Рейк'явік  | Ісландія   | 1 – 0     | Боснія і Герцеговина | Відбір до ЧЄ 2024                    | -    |          |
| 13-10-2023 | Рейк'явік  | Ісландія   | 1 – 1     | Люксембург           | Відбір до ЧЄ 2024                    | 1    | 70'      |
| 16-10-2023 | Рейк'явік  | Ісландія   | 4 – 0     | Ліхтенштейн          | Відбір до ЧЄ 2024                    | -    | 57' 67'  |
| 16-11-2023 | Братислава | Словаччина | 4 – 2     | Ісландія             | Відбір до ЧЄ 2024                    | 1    | 73'      |
| 19-11-2023 | Лісабон    | Португалія | 2 – 0     | Ісландія             | Відбір до ЧЄ 2024                    | -    | 46'      |
| 21-3-2024  | Будапешт   | Ізраїль    | 1 – 4     | Ісландія             | Відбір до ЧЄ 2024                    | -    | 62'      |
| 26-3-2024  | Вроцлав    | Україна    | 2 – 1     | Ісландія             | Відбір до ЧЄ 2024                    | -    | 64'      |
| 6-9-2024   | Рейк'явік  | Ісландія   | 2 – 0     | Чорногорія           | Ліга націй УЄФА 2024-2025 - 1-й етап | 1    | 88'      |
| 9-9-2024   | Ізмір      | Туреччина  | 3 – 1     | Ісландія             | Ліга націй УЄФА 2024-2025 - 1-й етап | -    | 59'      |
| 11-10-2024 | Рейк'явік  | Ісландія   | 2 – 2     | Уельс                | Ліга націй УЄФА 2024-2025 - 1-й етап | -    |          |
| 14-10-2024 | Рейк'явік  | Ісландія   | 2 – 4     | Туреччина            | Ліга націй УЄФА 2024-2025 - 1-й етап | 1    |          |
| Усього     |            | Матчів     | 12        |                      | Голів                                | 4    |          |

## Досягнення
Копенгаген
 Чемпіон Данії: 2021/22

## Особисте життя
Батько Оррі — колишній професійний футболіст Оскар Храфн Торвальдссон. Провів три матчі у складі національної збірної Ісландії. Зараз він є головним тренером ісландського клубу «Брєйдаблік».